# مملكة فدرالية

المملكة الفدرالية هي اتحاد فدرالي من الولايات لها ملك واحد يرأس الاتحاد ككل، لكن مع وجود حكام مختلفين أو نظام حكومي غير ملكي في الولايات المختلفة التي يتألف منها الاتحاد.

## استخدام المصطلح في العلوم السياسية
كان إدوارد أغسطس فريمان أول مَن استخدم مصطلح «المملكة الفدرالية» في الخطاب التاريخي والسياسي الإنجليزي، وذلك في كتابه History of Federal Government (تاريخ الدولة الفدرالية) (الصادر عام 1863). لكن فريمان نفسه رأى أن المملكة الفدرالية ليست ممكنة سوى من الناحية النظرية فحسب.

## الممالك الفدرالية

### قديمًا
من النماذج المهمة للممالك الفدرالية قديمًا الإمبراطورية الألمانية التي قامت في الفترة ما بين 1871 و1919. وكان رئيس الاتحاد ملكًا، وهو الإمبراطور الذي رأس أيضًا بعض الأجزاء المكونة للاتحاد. فشغل، مثلًا، منصب ملك بروسيا، في حين احتفظت أجزاء أخرى، مثل مملكة بافاريا، ومملكة ساكسونيا ومملكة فورتمبيرغ، بملوكها وجيوشها الخاصة. وإلى جانب الممالك التي ضمتها الإمبراطورية والبالغ عددها 23 مملكة، شمل ذلك الاتحاد أيضًا ثلاث مدن دول جمهورية، وهي بريمن، وهامبورغ، ولوبيك، بالإضافة إلى الألزاس واللورين وهي جمهورية شبه مستقلة منذ عام 1912.
لعب مفهوم «المملكة الفدرالية» دورًا في المناقشات السياسية في إيطاليا والإمبراطورية النمساوية المجرية في القرن التاسع عشر، وفي مملكة يوغوسلافيا في القرن العشرين، دون أن يتم تنفيذه فعليًا في أي من هذه الحالات.

### حاليًا
يُشار حاليًا إلى مملكة بلجيكا ومملكة إسبانيا بالممالك الفدرالية، على الرغم من عدم اتصاف أيٍ منهما بذلك رسميًا. وتُعَد كندا وأستراليا من الممالك الفدرالية أيضًا، وتخضعان لحكم حاكم واحد. (وفي كلتا المملكتين، يتولى حاكم عام سلطات الملك على المستوى القومي، في حين يتولى نائب حاكم (في مقاطعات كندا) أو حاكم (في ولايات أستراليا) سلطة الملك داخل كل إقليم أو ولاية). وفي هذه الممالك، يمكن للملك أن يكون له شخصيتان اعتباريتان منفصلتان بكل مستوى من الحكومة. على سبيل المثال، يمكن لملكة كندا أن تقاضي ملكة أونتاريو، بالرغم من أن كلتا الملكتين شخص واحد، وهي ملكة كندا. يسري ذلك أيضًا على الصعيد الدولي: فملكة كولومبيا البريطانية يمكنها مقاضاة ملكة أستراليا أو فيكتوريا أو المملكة المتحدة، شريطة أن تكون هيئة المحكمة ملائمة، بالرغم من أن الحاكم الفعلي في كل هذه القضايا الافتراضية شخص واحد.
ويمكن أن ينطبق تمامًا هذا المصطلح حاليًا على الإمارات العربية المتحدة وماليزيا، اللتين يُختار فيهما رئيس الاتحاد من بين رؤساء الولايات المكونة للاتحاد (شيوخ أو سلاطين).

## قائمة بالممالك الفدرالية
| الدولة                              | الاسم الرسمي             | الأقسام الفرعية | قائد الدولة          |
| ----------------------------------- | ------------------------ | --------------- | -------------------- |
| أستراليا                            | كومنولث أستراليا         | ولايات          | ملك / ملكة           |
| بلجيكا                              | مملكة بلجيكا             | مجتمعات ومناطق  | ملك / ملكة           |
| كندا                                | كندا                     | مقاطعات         | ملك / ملكة           |
| ماليزيا                             | ماليزيا                  | ولايات          | يانغ دي برتوان أغونغ |
| سانت كيتس ونيفيس                    | سانت كيتس ونيفيس         | أبرشية          | ملك / ملكة           |
| إسبانيا (unitary, federal de facto) | مملكة إسبانيا            | مناطق حكم ذاتي  | ملك / ملكة           |
| الإمارات العربية المتحدة            | الإمارات العربية المتحدة | إمارات          | رئيس                 |